# Baccalauréat sciences et technologies de laboratoire
Pour un article plus général, voir Baccalauréat technologique.
En France, en 1993, le baccalauréat sciences et techniques de laboratoire (ou plus communément bac STL) a succédé au baccalauréat série F. Il est une des huit séries du baccalauréat technologique (créé en 1968, réformé de 1992). Il propose un enseignement axé sur les biotechnologies et sciences physiques et chimiques en laboratoire.
Le baccalauréat STL est accessible après les classes de première et de terminale STL, elles-mêmes accessibles après la classe de seconde générale et technologique, commune aux voies générale et technologique. Dès la classe de première, les élèves engagés dans cette série choisissent un enseignement spécifique entre Biotechnologies et Sciences physiques et chimiques en laboratoire. Ce choix déterminera l'une des épreuves terminales passées.
Au cours de l'année de seconde, les élèves souhaitant s'orienter vers cette série peuvent suivre l'enseignement optionnel technologique de Biotechnologies ou de Sciences et Laboratoire, sans que cela soit obligatoire.

## Épreuves du baccalauréat
| Niv 4 Bac +0 17 |                                   | Baccalauréat général Arts, SES, SVT, HGGSP, Humanités, LCA, LLCE, Maths, PC, NSI, SVT, SITerminale générale |                                   | Baccalauréat technologique STAV, ST2S, STD2A, STMG, S2TMD, STI2D, STHR, STLTerminale technologique |                     | Baccalauréat professionnel Alimentaire, Vente, Beauté, Bâtiment, Santé, Design, Véhicules, NumériqueTerminale professionnelle | BMA                                   | BP                                    | CS5 CS4 CS3                           | BM                                    | BTM |
| Niv 3 16        | Première générale                 | Première technologique                                                                                      | Première professionnelle          | CAP 2e année                                                                                       | CAP 2e année        | CAP 2e année | CAP 2e année                          | CAP 2e année                          |                                       |                                       |     |
| 15              | Seconde générale et technologique | Seconde générale et technologique                                                                           | Seconde générale et technologique | Seconde professionnelle                                                                            | CAP 1re année       | CAP 1re année | CAP 1re année                         | CAP 1re année                         | CAP 1re année                         |                                       |     |
| RNCP Âge        | Lycée général                     | | Lycée technologique               | | Lycée professionnel | Centre de formation d'apprentis (CFA)                                                                                         | Centre de formation d'apprentis (CFA) | Centre de formation d'apprentis (CFA) | Centre de formation d'apprentis (CFA) | Centre de formation d'apprentis (CFA) |     |

### Jusqu'en 2012
La répartition des épreuves, leur durée et leur coefficients sont déterminés par les tableaux suivants.

#### Épreuves obligatoires
| Épreuve             | Coefficient | Nature de l’épreuve | Durée      |
| ------------------- | ----------- | ------------------- | ---------- |
| Français            | 2           | écrite              | 4 heures   |
| Français            | 2           | orale               | 20 minutes |
| Histoire-Géographie | 2           | orale               | 20 minutes |

| Épreuve                                                                              | Nature de l’épreuve | Durée                  |
| ------------------------------------------------------------------------------------ | ------------------- | ---------------------- |
| Le candidat choisit 2 épreuves facultatives au maximum                               |                     |                        |
| Langue vivante 2 étrangère (obligatoire à partir de la session 2017)                 | orale ou écrite     | 20 minutes ou 2 heures |
| Langue vivante 2 régionale                                                           | orale               | 20 minutes             |
| Langue des signes française                                                          | orale               | 20 minutes             |
| Éducation physique et sportive                                                       | CCF                 |                        |
| Arts (arts plastiques ou cinéma-audiovisuel ou danse ou histoire des arts ou théâtre | orale               | 30 minutes             |
| Musique                                                                              | orale et pratique   | 40 minutes             |

#### Épreuves terminales

##### Spécialités: Biochimie, Génie biologique
| Épreuve                                  | Coefficient | Nature de l’épreuve | Durée    |
| ---------------------------------------- | ----------- | ------------------- | -------- |
| Sciences physiques                       | 4           | écrite              | 3 heures |
| Biochimie-biologie                       | 6           | écrite              | 4 heures |
| Technologies biochimiques et biologiques | 12          | pratique            | 8 heures |
| Langue vivante 1                         | 2           | écrite              | 2 heures |
| Mathématiques                            | 2           | écrite              | 2 heures |
| Philosophie                              | 2           | écrite              | 4 heures |
| Éducation physique et sportive           | 2 ou 2+2    | CCF                 |          |

##### Spécialité: Chimie de laboratoire et de procédés industriels
| Épreuve                        | Coefficient | Nature de l’épreuve | Durée    |
| ------------------------------ | ----------- | ------------------- | -------- |
| Physique-chimie                | 7           | écrite              | 5 heures |
| Génie chimique                 | 3+5         | pratique            | 7 heures |
| Techniques de laboratoire      | 7           | pratique            | 4 heures |
| Langue vivante 1               | 2           | écrite              | 2 heures |
| Mathématiques                  | 4           | écrite              | 3 heures |
| Philosophie                    | 2           | écrite              | 4 heures |
| Éducation physique et sportive | 2 ou 2+2    | CCF                 |          |

##### Spécialité: Physique de laboratoire et de procédés industriels
| Épreuve                         | Coefficient | Nature de l’épreuve | Durée    |
| ------------------------------- | ----------- | ------------------- | -------- |
| Physique-chimie-électricité     | 10          | écrite              | 3 heures |
| Épreuve pratique de laboratoire | 5           | pratique            | 2 heures |
| Contrôle et régulation          | 5+4         | pratique            | 4 heures |
| ou Optique et physico-chimie    | 5+4         | pratique            | 5 heures |
| Langue vivante 1                | 2           | écrite              | 2 heures |
| Mathématiques                   | 4           | écrite              | 4 heures |
| Philosophie                     | 2           | écrite              | 4 heures |
| Éducation physique et sportive  | 2 ou 2+2    | CCF                 |          |

### Entre 2013 et 2020
La répartition des épreuves obligatoires, leur durée et leur coefficients sont déterminés par les tableaux suivants.
| Épreuve             | Coefficient | Nature de l’épreuve | Durée      |
| ------------------- | ----------- | ------------------- | ---------- |
| Français            | 2           | écrite              | 4 heures   |
| Français            | 2           | orale               | 20 minutes |
| Histoire-Géographie | 2           | orale               | 20 minutes |

| Épreuve                                                                        | Coefficient | Nature de l’épreuve | Durée                               |
| ------------------------------------------------------------------------------ | ----------- | ------------------- | ----------------------------------- |
| Éducation physique et sportive                                                 | 2           | CCF                 |                                     |
| Langue vivante 1                                                               | 2           | écrite et orale     | 2 heures (partie écrite)            |
| Langue vivante 2                                                               | 2           | écrite              | 2 heures (partie écrite)            |
| Mathématiques                                                                  | 4           | écrite              | 4 heures                            |
| Philosophie                                                                    | 2           | écrite              | 4 heures                            |
| Physique-chimie                                                                | 4           | écrite              | 3 heures                            |
| Chimie-biochimie-sciences du vivant et enseignement spécifique à la spécialité | 8           | écrite              | 4 heures                            |
| Évaluation des compétences expérimentales                                      | 6           | pratique            | 3 heures                            |
| Projet en enseignement spécifique à la spécialité                              | 6           | orale               | 15 minutes (présentation du projet) |
| Enseignement technologique en LV1                                              | -           | orale               |                                     |
| Éducation physique et sportive de complément                                   | 2           | CCF                 |                                     |

### Après 2021
À compter de la session 2021, les épreuves sont les suivantes :
|                                              | Épreuve                                                                             | Coefficient | Nature de l'épreuve            | Durée |
| -------------------------------------------- | ----------------------------------------------------------------------------------- | ----------- | ------------------------------ | --- |
| Épreuves terminales                          | Français                                                                            | 5           | Écrite                         | 4 heures                                                                                                 |
| Épreuves terminales                          | Français                                                                            | 5           | Orale                          | 20 minutes + 30 minutes de préparation                                                                   |
| Épreuves terminales                          | Philosophie                                                                         | 4           | Écrite                         | 4 heures                                                                                                 |
| Épreuves terminales                          | Épreuve orale terminale                                                             | 14          | Orale                          | 20 minutes + 20 minutes de préparation                                                                   |
| Épreuves terminales                          | Physique-chimie et mathématiques                                                    | 16          | Écrite                         | 3 heures                                                                                                 |
| Épreuves terminales                          | Biochimie-Biologie-Biotechnologie ou Sciences physiques et chimiques en laboratoire | 16          | Écrite                         | 3 heures                                                                                                 |
| Épreuves terminales                          | Biochimie-Biologie-Biotechnologie ou Sciences physiques et chimiques en laboratoire | 16          | Pratique                       | 3 heures                                                                                                 |
| Évaluations communes                         | Histoire-géographie                                                                 | 5           | Écrite                         | 3 évaluations communes                                                                                   |
| Évaluations communes                         | Langue vivante A                                                                    | 5           | Écrite Orale                   | 1 évaluation écrite de 20 minutes 2 évaluations écrites de 1 heure 20 + 1 évaluation orale de 10 minutes |
| Évaluations communes                         | Langue vivante B                                                                    | 5           | Écrite Orale                   | 1 évaluation écrite de 20 minutes 2 évaluations écrites de 1 heure 20 + 1 évaluation orale de 10 minutes |
| Évaluations communes                         | Mathématiques                                                                       | 5           | Écrite                         | 3 évaluations communes                                                                                   |
| Évaluations communes                         | Éducation physique et sportive                                                      | 5           | Contrôle en cours de formation | Contrôle en cours de formation                                                                           |
| Évaluations communes                         | Biochimie-Biologie                                                                  | 5           | Écrite                         | 2 heures                                                                                                 |
| Évaluation chiffrée des résultats de l'élève | Moyenne générale de la classe de première                                           | 5           | /                              | / |
| Évaluation chiffrée des résultats de l'élève | Moyenne générale de la classe de terminale                                          | 5           | /                              | / |

Les épreuves de français (écrite et orale) sont anticipées, c'est-à-dire qu'elles sont passées à la fin de l'année de première.
La seconde épreuve de spécialité (Biochimie-Biologie-Biotechnologie ou Sciences physiques et chimiques en laboratoire) dépend de l'enseignement spécifique suivi pendant les classes de première et de terminale.
Les évaluations communes (EC) sont passées à trois reprises : au deuxième et au troisième trimestre de la classe de première ainsi qu'au troisième trimestre de la classe de terminale. La note finale obtenue pour la discipline correspond à la moyenne des évaluations passées. À noter que la Biochimie-Biologie n'est évaluée qu'une fois en EC (troisième trimestre de première). L'éducation physique et sportive est évaluée au travers de trois épreuves ponctuelles, réalisées en cours de formation durant la classe de terminale.
L'évaluation chiffrée des résultats de l'élève correspond donc aux moyennes trimestrielles ou semestrielles obtenues en classe de première et de terminale. Tous les enseignements sont donc pris en compte, qu'ils soient communs, de spécialité ou optionnels.

## Après le bac STL

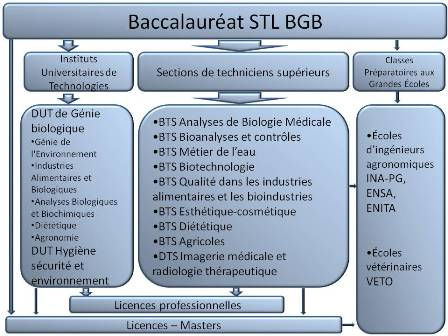
poursuite d'étude des diplômés du baccalauréat STL biochimie génie biologique

Poursuites d'études supérieures technologiques, essentiellement en BTS ou DUT, dans le prolongement de leur spécialité. D'autres orientations sont possibles (classes préparatoires aux écoles d'ingénieur, université, écoles paramédicales…) ; elles concernent les élèves les plus motivés et les meilleurs.
Ces derniers peuvent notamment tenter une prépa TB (Technologie et Biologie), TPC (Technologie, physique et chimie) ou TSI (Technologie et sciences industrielles) réservés aux bacheliers technologiques.
En perspective, des débouchés dans les laboratoires et les industries de nombreux secteurs (chimie, pharmacie, agroalimentaire, environnement, santé, cosmétologie, biologie vétérinaire, énergie, instrumentation, BTP, informatique…). Poursuite d’études en STS (sections de techniciens supérieurs) :
- BTS Analyses de Biologie Médicale
- BTS Bioanalyses et contrôles
- BTS Biotechnologies
- BTS Chimiste
- BTS Industries céréalières
- BTS Qualité dans les industries alimentaires et les bio-industries
- BTS Esthétique cosmétique
- BTS Diététique
- BTS Métiers de l'eau
- BTS Métiers des services à l'environnement
- DTS Imagerie médicale et radiologie thérapeutique

Les BTSA :
- BTSA Analyses agricoles biologiques et biotechnologiques (Anabiotec) ;
- BTSA Industries agroalimentaires : spécialité industries alimentaires - spécialité industries laitières - spécialité industries des viandes.

Poursuite d’études en IUT (institut universitaires de technologie) :
- DUT Chimie
- DUT Génie chimique, génie des procédés
- DUT Mesures physiques
- DUT Génie électrique et informatique industrielle (STL spé PLPI)
- DUT Génie Biologique option Génie de l'environnement, option Industries alimentaires et biologiques, option Analyses biologiques et biochimiques, option Diététique, option Agronomie
- DUT Hygiène, sécurité et environnement

Prépas TPC, TB et TSI.
| Bac requis                                       | Filière | Concours |
| ------------------------------------------------ | ------- | --- |
| STL Spé Physique et Chimie en Laboratoire (SPCL) | TPC     | Écoles de physique et de chimie, concours CCP |
| STL spé biochimie-génie biologique ; STAV        | TB      | Les écoles d'ingénieurs agronomes institut national agronomique et ENSA (AgroParisTech, Montpellier SupAgro, Agrocampus Ouest Rennes, ou Toulouse INP-ENSAT, ENSAIA Nancy.) Les écoles nationales d'ingénieurs des travaux agricoles (ENITA), parmi lesquelles celles de Bordeaux, Clermont-Ferrand, Nantes, Dijon. Les écoles vétérinaires de Nantes, Lyon, Maisons-Alfort et Toulouse. |
| STL spé physique                                 | TSI     | Concours CCP (+ ENS Paris-Saclay), Concours Centrale-Supélec (+ Mines, Ponts, X, ENSAM) |

Il est également bon de noter que certains élèves de STL poursuivent par un DUT, une licence, un master et peuvent donc finir leurs études par un doctorat. Il est également possible de poursuivre en BTS CIRA.